# Ateleute vicina
Ateleute vicina là một loài tò vò trong họ Ichneumonidae.